# Federación Internacional de Asociaciones Médicas Católicas
La Federación Mundial de Asociaciones de Médicos Católicos (en francés, Fédération Internationale des Associations de Médecins Catholiques, "FIAMC") está formada por unas ochenta asociaciones médicas católicas profesionales de los cinco continentes. La FIAMC tiene por objetivo representar los intereses y las ideas de los profesionales médicos católicos en el mundo.

## Historia
Proviene del Secretariado Internacional de las Sociedades Nacionales de Médicos Católicos. En 1966 se aprobaron los estatutos y se constituyó la Federación.
Los miembros de la FIAMC se reúnen periódicamente en congresos y simposios nacionales, continentales y mundiales. 
El actual presidente de FIAMC es el doctor John Lee, especialista en Medicina de Familia y Medicina misionera, de Singapur. Del 2006 al 2014 el presidente fue el doctor oftalmólogo José María Simón Castellví, de Barcelona. 
La sede de la FIAMC se encuentra en la Ciudad del Vaticano (Roma), en el Palacio de San Calixto.
En el año 2006, la FIAMC organizó en Barcelona el 22 Congreso Mundial de la FIAMC (enlace roto disponible en Internet Archive; véase el historial, la primera versión y la última)., donde por primera vez en la historia de la Iglesia se celebró un simposio sobre medicina misionera.